# Palackého vrch
Palackého vrch är en kulle i Tjeckien.   Den ligger i regionen Södra Mähren, i den sydöstra delen av landet, 180 km sydost om huvudstaden Prag. Toppen på Palackého vrch är 339 meter över havet, eller 55 meter över den omgivande terrängen. Bredden vid basen är 2,2 km.
Terrängen runt Palackého vrch är kuperad norrut, men söderut är den platt.Runt Palackého vrch är det mycket tätbefolkat, med 1 463 invånare per kvadratkilometer. Närmaste större samhälle är Brno, 4,4 km sydost om Palackého vrch. Runt Palackého vrch är det i huvudsak tätbebyggt.